# Changed It
"Changed It" é uma canção da rapper e cantora trinidiana, Nicki Minaj com o rapper americano Lil Wayne. Produzido por Motiv, Detail, e Sidney Swift, a canção foi lançada como um single em 10 de Março de 2017, pela Young Money Entertainment, Cash Money Records e a Republic Records, juntamente com "No Frauds" e "Regret In Your Tears" singles para o quarto álbum de Nicki Minaj que estava em andamento.

## Antecedentes e lançamento
Em 10 de Março de 2017, Nicki Minaj lançou três singles: "Regret In Your Tears", "Changed It" com Lil Wayne, e "No Frauds", com Drake e Lil Wayne, que seriam incluídos em seu próximo e quarto álbum de estúdio, ainda sem nome e data de lançamento.
Quando todos os três singles estrearam na Billboard Hot 100, Minaj se tornou a mulher com mais entradas dessa parada com 76 musicas, batendo o recorde de Aretha Franklin com 73 entradas nessa parada

## Histórico de lançamento
| Região         | Data                | Formato          | Gravadora                       | Ref. |
| -------------- | ------------------- | ---------------- | ------------------------------- | ---- |
| Estados Unidos | 10 de março de 2017 | Download Digital | Young Money Cash Money Republic |      |